# Ernst Lück
Ernst Lück (* 26. Juni 1933 in Wachteldorf, Kreis Lyck (Ostpreußen); † 1. Januar 2016 in Bedburg) war ein deutscher Politiker der SPD.

## Ausbildung und Beruf
Nach dem Besuch der Volksschule machte Ernst Lück eine Maschinenbauerlehre, die er 1951 mit der Gesellenprüfung abschloss. Ab 1954 war er als Arbeitnehmer in den Ford-Werken in Köln-Niehl beschäftigt. 1975 wurde er als Landesarbeitsrichter tätig.

## Politik
Ernst Lück war seit 1959 Mitglied der SPD. Von 1973 bis 1977 war er Beisitzer im SPD-Unterbezirksvorstand, seit 1974 Beisitzer im Vorstand des Ortsvereins Köln – Neue Stadt. Bis 1977 war er als stellvertretender Vorsitzender der Arbeitsgemeinschaft für Arbeit im SPD-Bezirk Mittelrhein tätig. Von 1971 bis 1975 fungierte er als Ratsherr der Stadt Köln.
Seine weiteren Mitgliedschaften: 1. Vorsitzender des Sportvereins Neue Stadt/Longerich 59/65 sowie Mitglied der Industrie-Gewerkschaft Metall seit 1954.
Ernst Lück war vom 28. Mai 1975 bis zum 28. Mai 1980 direkt gewähltes Mitglied des 8. Landtages von Nordrhein-Westfalen für den Wahlkreis 018 Köln-Stadt V.